# ام‌سی‌ان ۵۶۵۲
ام‌سی‌ان ۵۶۵۲ (به انگلیسی: McN5652) یک ترکیب شیمیایی با شناسه پاب‌کم ۶۳۳۶۳۳۸ است. 